# Astegopteryx lambersi
Astegopteryx lambersi är en insektsart som beskrevs av Takahashi, R. 1936. Astegopteryx lambersi ingår i släktet Astegopteryx och familjen långrörsbladlöss. Inga underarter finns listade i Catalogue of Life.